# コーヒーがりがり
『コーヒーがりがり』は、日浦孝則の8枚目のアルバム。

## 作品の解説
- 演奏を弦楽四重奏で固めたオリジナル・アルバムである。
- 『Holiday 2012』はclass時代にリリースしたシングル『Holiday』に歌詞を書き変えたもの。
- ライブでは特注の珈琲豆が販売され、豆タイプと粉タイプが選べた。

## 収録曲
1. Remind Song
2. ヲヤジのメロン
3. You...
4. Young Bird
5. Holiday 2012
6. Blue Signal
7. Colors 〜夢の色〜
8. One Hope, One World
9. ガラス越しの虹
10. コーヒーがりがり
11. 聖夜
12. ふるさと